# Miguel de Sesse
Miguel de Sesse o  Miguel Dessese  fue un militar del siglo XVII, gobernador interino del Tucumán entre 1642 y 1643.

## Biografía
Miguel de Sesse nació en España y fue capitán de caballería. Llegó a América en una expedición rumbo a Chile. Fue designado gobernador interino del Tucumán por la Real Audiencia de Charcas hasta febrero de 1643.

## Gobierno del Tucumán (1642-1643)
Durante su gobierno, tuvo como principal objetivo la expulsión de los portugueses que intentaban invadir la gobernación.
Acordó una encomienda a Juan de Lugones Ossorio sobre el pueblo de indígenas de Qualsingasta. También acordó una merced sobre el pueblo de indígenas de Atamisqui a Gregorio Suárez Cordero y Figueroa, y por último, acordó una merced sobre el pueblo y repartimiento de Mancapa a Juan de los Ríos. También en 1643, el capitán Francisco de Nieva y Castilla II recibió del gobernador, por sus méritos y servicios, las encomiendas de Colpes, Colamutquín, Colasadan, Ampisa y sus anexos.